# Coregonus pallasii
Coregonus pallasii es una especie de pez de la familia Salmonidae en el orden de los Salmoniformes.

## Morfología
Los machos pueden llegar alcanzar los 46 cm de longitud total.

## Reproducción
Desova los meses de octubre y noviembre.

## Alimentación
Come zoo plancton einsectos.

## Distribución geográfica
Se encuentra en Europa: Mar Báltico.